# El Gourmet
El Gourmet (estilizado como elgourmet) é um canal de televisão por assinatura latino-americano de origem argentina dedicado à gastronomia.

## História
O canal iniciou suas transmissões para a América Latina no dia 3 de julho de 2000 pela empresa Pramer com o nome elgourmet.com.
Em 2013, mudou seu nome para elgourmet e passou a ser parte do portfolio de canais de Chello Média Latin America, quando a Pramer se fundiu com MGM Latin America.
Em 2014, a Liberty Global vendeu a Chello Média para a AMC Networks numa operação de mais de 1 bilhão de dólares. O canal passou a ser de propriedade da AMC Networks em outubro de 2014 e passou a ser operado pela subsidiaria AMC Networks International Latin America em Buenos Aires.

## Chefs do canal
O canal conta com famosos chefs da Argentina, Espanha,  França, Itália, Japão, México, Venezuela, Colômbia e de outros países:
- Dolli Irigoyen
- Felicitas Pizarro
- Fernando Trocca
- Francis Mallmann
- Francisco del Piero
- Juan Manuel Herrera
- Julieta Oriolo
- Juliana López May
- Marina Beltrame
- Máximo López May
- Narda Lepes
- Osvaldo Gross
- Pablo Massey
- Pedro Lambertini
- Roberto Petersen
- Christian Petersen
- Soledad Nardelli
- Christopher Carpentier
- Patricio Tapia
- Carlos Yanguas
- Catalina Vélez
- Yvette y Denise Hakim
- Borja Blázquez
- Julius Bienert
- Mikel Alonso
- Bruno Gillot
- Olivier Hanocq
- Donato De Santis
- Iwao Komiyama
- Takehiro Ohno
- Antonio De Livier
- Benito Taibo
- Eduardo Osuna
- Enrique Olvera
- Ingrid Ramos
- José Ramón Castillo
- Margarita Carrillo Arronte
- Paulino Cruz
- Paulina Abascal
- Sonia Ortiz Salinas
- Zahie Téllez
- Omar Pereney
- Sumito Estévez
- Blanca Mayandía
- Mauricio Asta
- Anna Olson
- Alfonso "Poncho" Cadena Rubio
- Verónica Zumalacárregui
- Alejandra Magaña
- Andrea Dópico
- Enrique Sempere
- Josefina Santacruz
- Luis Mokoroa
- Irving Quiroz